# Малый Избердей
Малый Избердей — село в Петровском районе Тамбовской области России. Входит в Покрово-Чичеринский сельсовет. Расположено недалеко от истока реки Избердейки.

## Население
| 2010 |
| ---- |
| 55   |

Население согласно переписи 2010 года составляет 55 человек.

## История
Название — по реке Избердейке. Ранее село входило в состав Козловского уезда Тамбовской губернии. Основано выходцами из-под Козлова незадолго до I ревизии 1719 года, в которой село уже упоминается как Избердей. В числе первых жителей — однодворцы Родион Кочергин, Иван Родионов, Никита Варопаев, Трофим Алымов, Ананий Молчанов, а также помещики Иван Мартынов сын Жихарев, Иван Иванов сын Евсюков, Никита Сидоров сын Воропаев. Усилиями первопоселенцев, уступивших также под церковные земли части своих наделов, в 1734 году здесь была построена деревянная церковь во имя Николая Чудотворца, однако уже в 1737 году она сгорела. Только через несколько лет в селе воздвигли новую церковь, просуществовавшую, очевидно, до 1810 года, когда построили новую деревянную церковь, простоявшую, в свою очередь, до 1874 года. Очевидно, что с 1810 года церковь носит название Казанской; до 1810 года — возможно также (см. ниже информацию о селе «Избердейка»).
Благодаря близости дороги из Козлова в Липецк и Воронеж село быстро развивается как в XVIII, так и в XIX веке. Согласно IV ревизии 1782 года, в селе уже проживает 130 однодворцев и 327 крепостных крестьян; в 1858 году — 216 государственных крестьян, 107 крепостных и 59 временнообязанных; в 1878 году население Малого Избердея составляет уже 551 человек.
В связи с ростом населения в селе в 1874 году на средства купца Миронова строится новая, взамен старой с 1810 года, и более просторная двупрестольная холодная деревянная церковь во имя Казанской иконы Божьей матери (по основному престолу, «в настоящей») с приделом Св. Николаю Чудотворцу (престол в трапезной). В 1884 году дополнительно освящена каменная домовая церковь с одним престолом — усекновения главы Иоанна Крестителя. Казанская церковь была главной, при ней приписные: в с. Сергиевском Троицкая (каменная, построена в 1824 году, придел один во имя Покрова Пресвятой Богородицы) и в Соваловом поселке Покровская (деревянная, построена в 1866 году). Известны имена церковнослужителей: священник Тимофей Тихонович Благонравов (рукоположен в 1836 году), священник Алекс. Евф. Архангельский (рукоположен в 1866 году), священник Ант. Евс. Матвеев (рукоположен в 1868 году), церковный староста при Казанской церкви Липецкий купец Миронов (с 1861 года). В приходе находилось семь деревень: Чёгловка, Елагина, Фоминовка, Снежкова, Карандеева, Храпова и Гремучка.
По-видимому, уже к середине-концу XVIII века к названию «Избердей» добавляется «Малый», чтобы не путать с Большим Избердеем. В то же время, в описи № 3 фонда № 1049 Госархива Тамбовской области хранятся метрические книги конца 18 века Казанской церкви села «Избердейка» и отсутствуют за это же время книги Малого Избердея. Сравнение состава помещиков, а также отсутствие каких-либо упоминаний о подобном селе на старых картах, явно свидетельствует о тождестве сёл. Этот факт, а также опущение в названии Большого Избердея приставки "Большой" в ряде метрических книг и, наконец, наличие Казанских церквей как в Большом, так и в Малом Избердее, может служить причиной затруднений при генеалогическом поиске. Это же привело к тому, что во многих источниках возможным местом рождения известного писателя-мемуариста Степана Петровича Жихарева или пребывания его в 1818—1823 годах указано село Большой Избердей, тогда как Жихаревых в данном селе никогда не было; в Малом же Избердее помещики Жихаревы жили с основания села, там же находилась семейная усыпальница Жихаревых.

К концу XIX века в Малом Избердее действовали две школы в деревянных зданиях: церковно-приходская (школа грамоты) и земская.

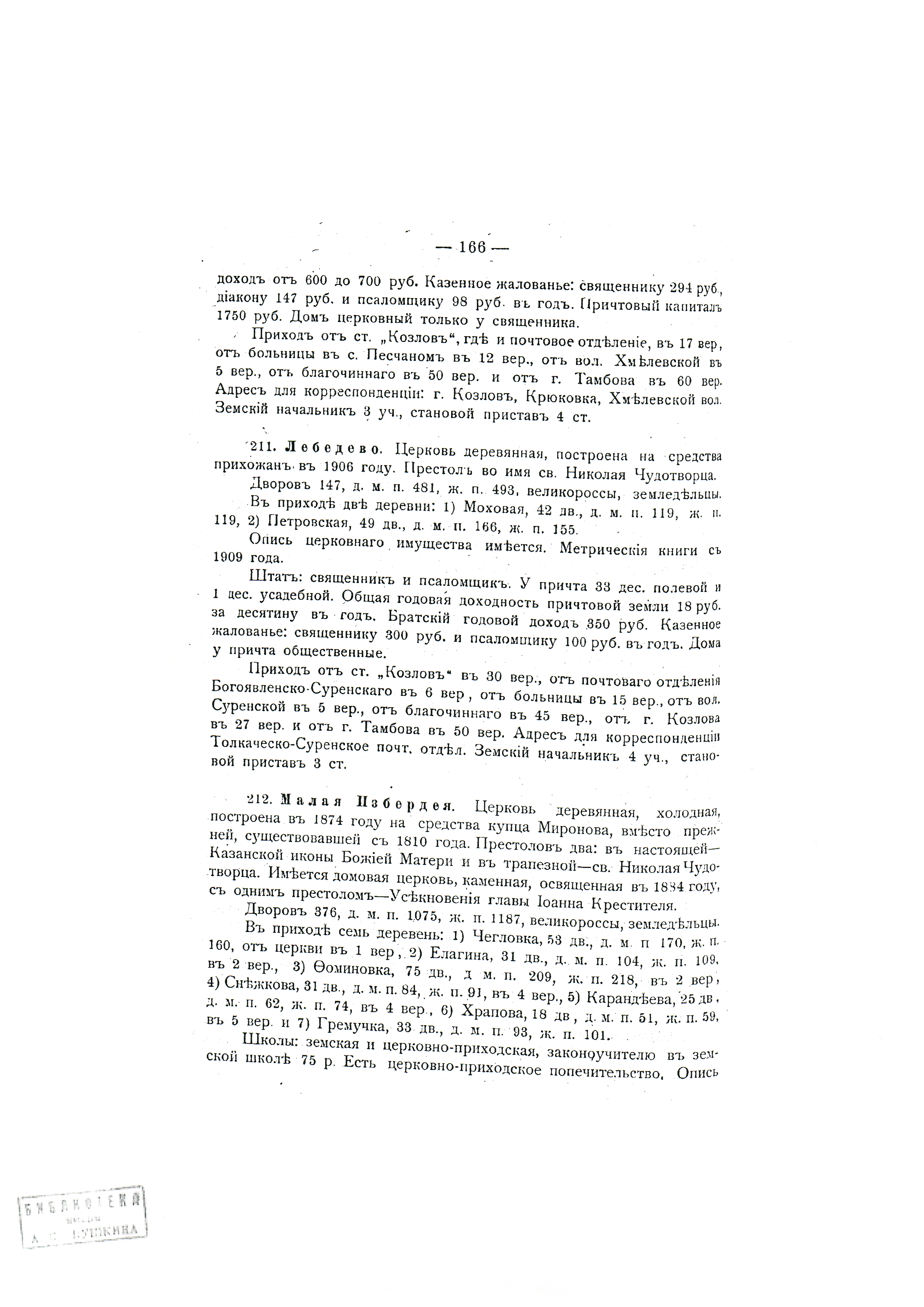
Выписка из книги "Историко-статистическое описание Тамбовской епархии", Андриевский, 1911 год
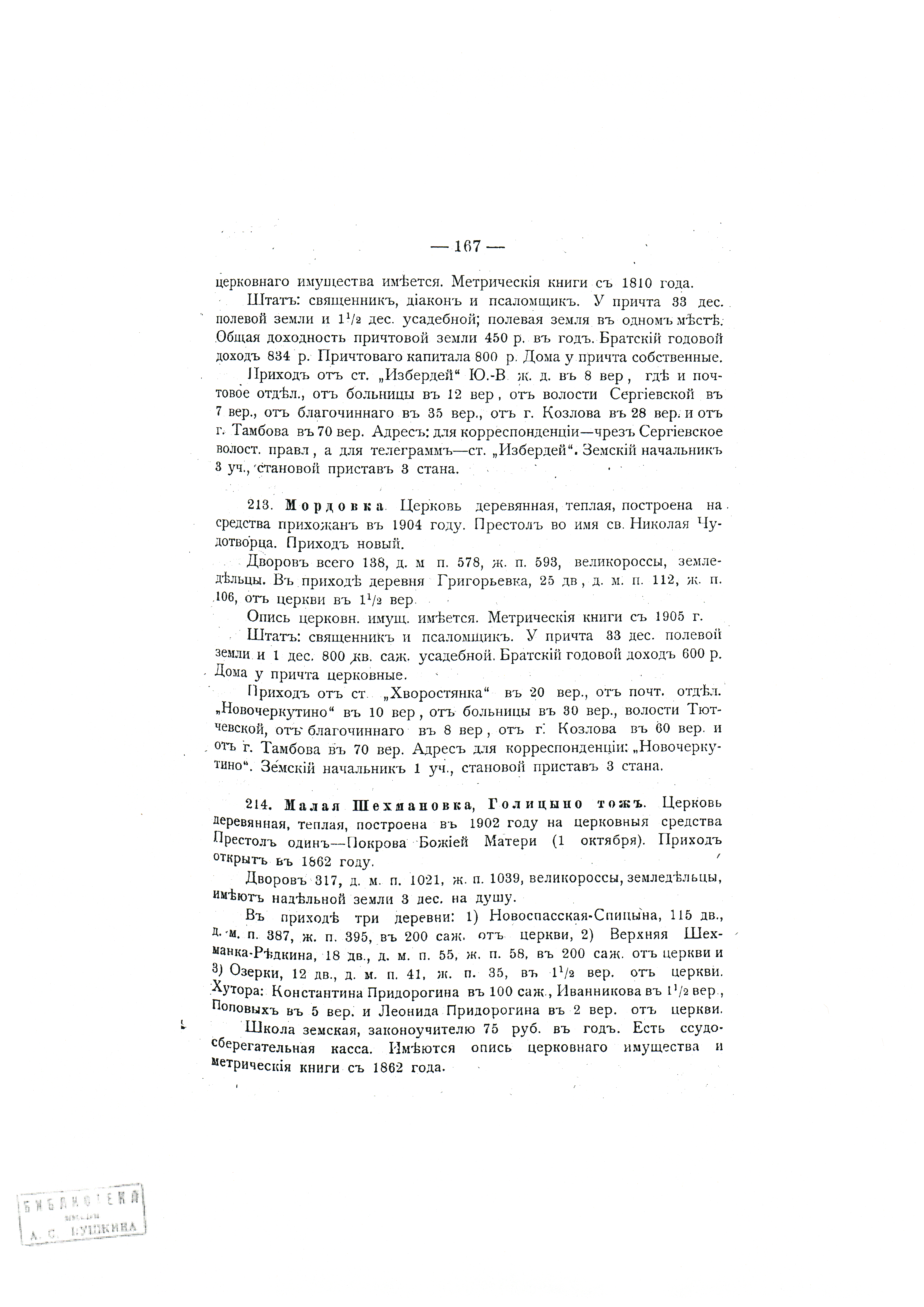
Продолжение

## На старых картах

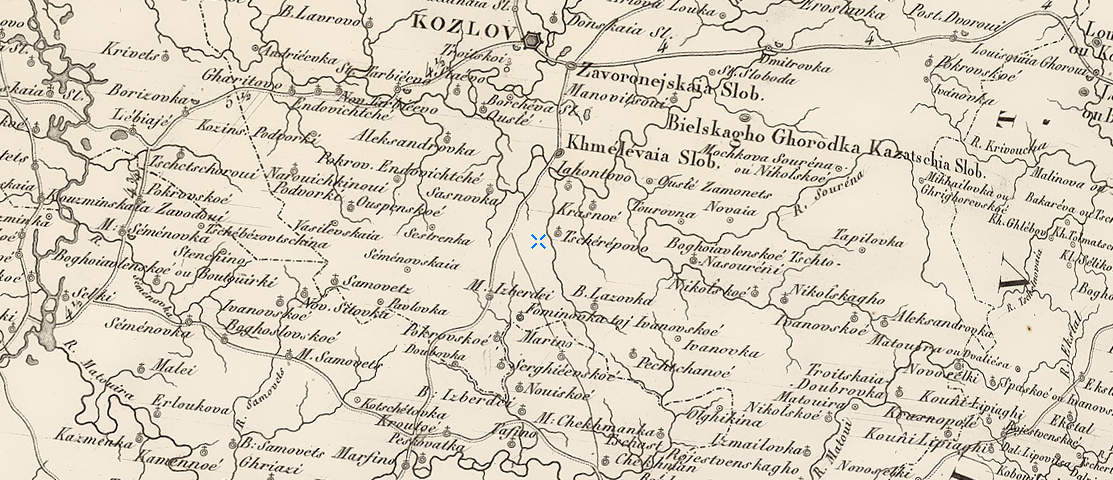
На Большой карте Российской Империи для Наполеона, 1812 г.
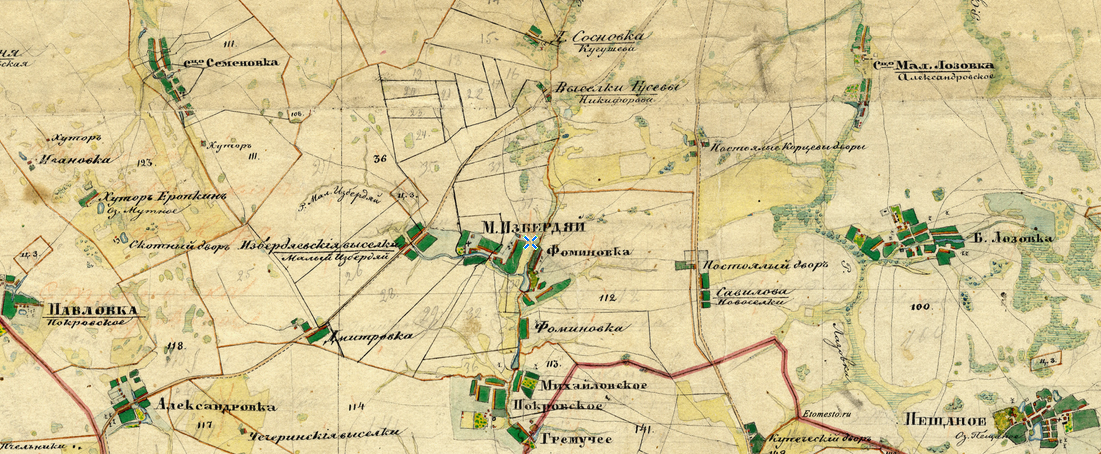
На карте А. И. Менде 1862 г.
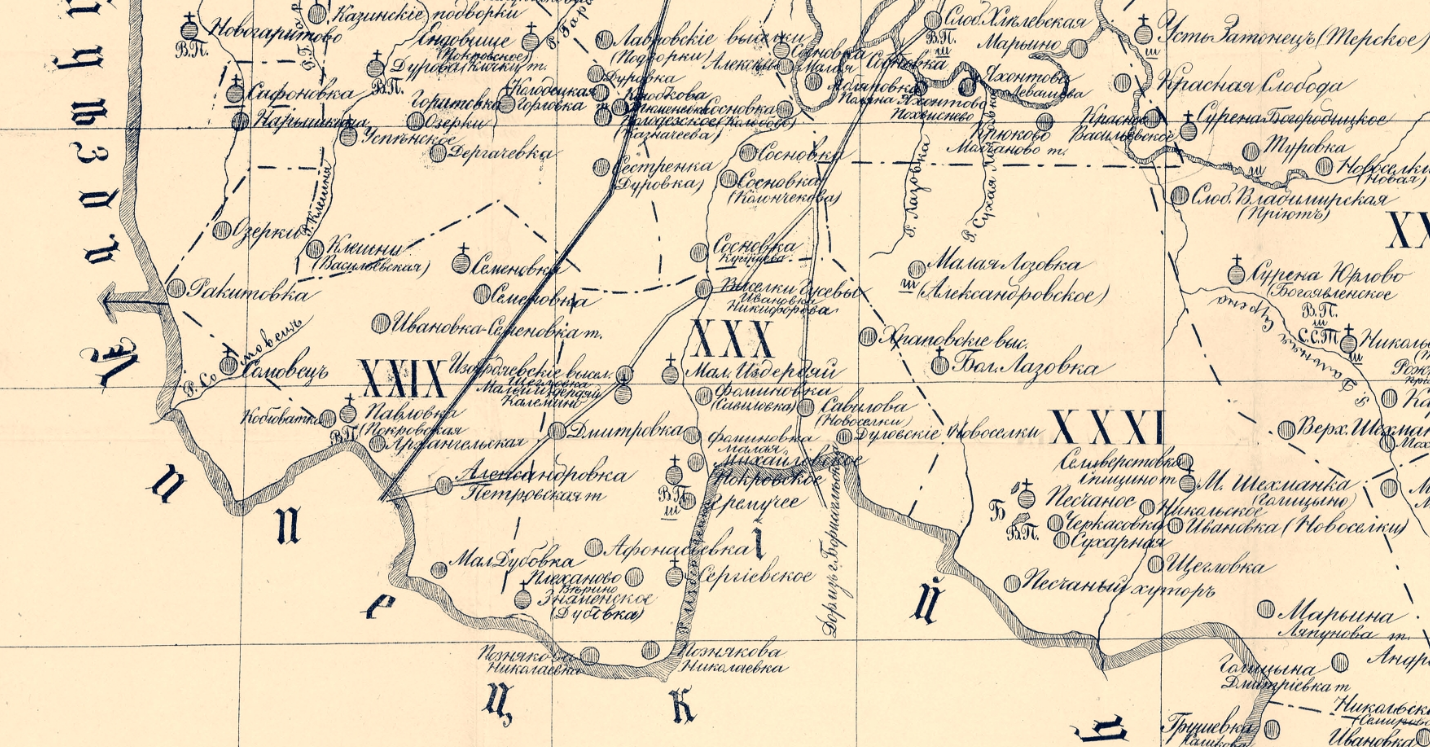
На карте Козловского уезда 1881 г.